# Martín Aguirregabiria
Martín Aguirregabiria Padilla (ur. 10 maja 1996 w Vitorii) – hiszpański piłkarz, występujący na pozycji obrońcy w portugalskim klubie FC Famalicão.